# マーキーズ・クリス
マーキーズ・デショーン・クリス （Marquese De'Shawn Chriss,  1997年7月2日 - ）は、アメリカ合衆国・カリフォルニア州サクラメント出身のプロバスケットボール選手。CBAの山東高速麒麟倶楽部に所属している。ポジションはセンター。

## 来歴
エルクブローブの高校時代は野球やアメリカンフットボールでも活躍する万能アスリートとして知られた。しかし、フットボールで肩を痛めたことを期にバスケットボールに専念。最終学年は平均21.9得点を記録した。大学はワシントン大学に進学。1年生の2015-16シーズンは平均13,7得点5,4リバウンド1.6ブロックショットを記録し、Pac-12のフレッシュマン賞候補にも挙げられた。
クリスはディジョンテ・マレーと共に1年間プレーしただけで2016年のNBAドラフトにアーリーエントリーを表明した。

### フェニックス・サンズ
2016年のNBAドラフト全体8位でサクラメント・キングスから指名された後、フェニックス・サンズに交渉権が移動。NBAサマーリーグを経てサンズと契約した。ルーキーシーズンの2016-17シーズンは、ルーキーながらチームで只一人全82試合にフル出場し、シーズンの終わりに、彼はNBAオールルーキーセカンドチームに指名された。オールルーキーと名付けられるフランチャイズ史上14番目のプレーヤーにった。

### ヒューストン・ロケッツ
2018年8月31日に、ブランドン・ナイトと共に、ライアン・アンダーソンとデアンソニー・メルトンと交換でヒューストン・ロケッツにトレードされた。
2018年10月30日、左足首の捻挫でシーズンの最初の5試合を欠場した後、ロケッツでデビューし、ポートランドトレイルブレイザーズに104-85で破れたゲームで4ポイントと2リバウンドを記録した。
ロケッツは、クリスの新人契約で2019-20シーズンの400万ドルのチームオプションを拒否し、クリスはシーズンの終わりにフリーエージェントになった。

### クリーブランド・キャバリアーズ
2019年2月7日、クリスはロケッツとサクラメント・キングス、クリーブランド・キャバリアーズが関与する3チーム間トレードでキャバリアーズに放出された。

### ゴールデンステート・ウォリアーズ
2019年10月1日にゴールデンステート・ウォリアーズと契約した。2019-20シーズンの残りの期間に保証された契約を与えられたツーウェイ契約のデイミオン・リーのためのキャップスペースを空けるために、2020年1月7日にウォリアーズから解雇されたが、1月15日に、ウォリアーズはクリスを2ウェイ契約に再署名し、後に2年間の残りのシーズン契約に変更された。
2020年12月26日、クリスは右足を骨折し、シーズンの残りを全て欠場することが決定した。その後、2021年3月25日サンアントニオ・スパーズに放出され、3日後に解雇された。

### ダラス・マーベリックス
12月21日にダラス・マーベリックスとの10日間契約に合意し、同月31日に2度目の10日間契約に合意した。2022年1月10日に3度目の10日間契約に合意し、5日後にマーベリックスとのツーウェイ契約に合意した。
6月24日にクリスチャン・ウッドとのトレードで、ボバン・マリヤノヴィッチ、トレイ・バーク、スターリング・ブラウン、ウェンデル・ムーア・ジュニアのドラフト交渉権と共にヒューストン・ロケッツへ放出された。また、9月30日にデリック・フェイバーズ、タイ・ジェローム、モーリス・ハークレス、テオ・マレドン、将来のドラフト2巡目指名権とのトレードで、トレイ・バーク、スターリング・ブラウン、デビッド・ヌワバと共にオクラホマシティ・サンダーへ放出されたが、10月17日にサンダーから解雇された。

### ウィスコンシン・ハード
2024年2月1日にNBAGリーグのウィスコンシン・ハードへ加入した。

### 山東高速麒麟倶楽部
8月24日にCBAの山東高速麒麟倶楽部との契約に合意した。

## 個人成績

### NBA

#### レギュラーシーズン
| シーズン | チーム | GP  | GS  | MPG  | FG%  | 3P%  | FT%  | RPG | APG | SPG | BPG | PPG |
| -------- | ------ | --- | --- | ---- | ---- | ---- | ---- | --- | --- | --- | --- | --- |
| 2016–17  | PHX    | 82* | 75  | 21.3 | .449 | .321 | .624 | 4.2 | .7  | .8  | .9  | 9.2 |
| 2017–18  | PHX    | 72  | 49  | 21.2 | .423 | .295 | .608 | 5.5 | 1.2 | .7  | 1.0 | 7.7 |
| 2018–19  | HOU    | 16  | 0   | 6.5  | .324 | .067 | .857 | 1.8 | .4  | .1  | .3  | 1.8 |
| 2018–19  | CLE    | 27  | 2   | 14.6 | .384 | .263 | .684 | 4.2 | .6  | .6  | .3  | 5.7 |
| 2019–20  | GSW    | 59  | 21  | 20.3 | .545 | .205 | .769 | 6.2 | 1.9 | .7  | 1.1 | 9.3 |
| 2020–21  | GSW    | 2   | 0   | 13.5 | .357 | .200 | .500 | 6.5 | 1.0 | .0  | 1.0 | 6.5 |
| 2021–22  | DAL    | 34  | 0   | 10.2 | .463 | .320 | .667 | 3.0 | .5  | .4  | .4  | 4.5 |
| 通算     | 通算   | 292 | 147 | 18.3 | .456 | .290 | .667 | 4.7 | 1.0 | .6  | .8  | 7.6 |

#### プレーオフ
| シーズン | チーム | GP | GS | MPG | FG%  | 3P%  | FT%  | RPG | APG | SPG | BPG | PPG |
| -------- | ------ | -- | -- | --- | ---- | ---- | ---- | --- | --- | --- | --- | --- |
| 2022     | DAL    | 8  | 0  | 3.8 | .500 | .500 | .833 | 1.1 | .0  | .0  | .0  | 1.8 |
| 通算     | 通算   | 8  | 0  | 3.8 | .500 | .500 | .833 | 1.1 | .0  | .0  | .0  | 1.8 |

### カレッジ
| シーズン | チーム     | GP | GS | MPG  | FG%  | 3P%  | FT%  | RPG | APG | SPG | BPG | PPG  |
| -------- | ---------- | -- | -- | ---- | ---- | ---- | ---- | --- | --- | --- | --- | ---- |
| 2015–16  | ワシントン | 34 | 34 | 24.9 | .530 | .350 | .682 | 5.4 | .8  | .9  | 1.6 | 13.7 |